# Гондурасско-сальвадорские отношения
Гондурасско-сальвадорские отношения — двусторонние дипломатические отношения между Гондурасом и Сальвадором. Протяжённость государственной границы между странами составляет 391 км.

## Сравнительная характеристика
|                     | Гондурас                                              | Сальвадор                                          |
| ------------------- | ----------------------------------------------------- | -------------------------------------------------- |
| Население           | 8 448 465                                             | 6 460 000                                          |
| Территория          | 112 090 км²                                           | 21 041 км²                                         |
| Плотность населения | 63 чел./км²                                           | 307 чел./км²                                       |
| Столица             | Тегусигальпа                                          | Сан-Сальвадор                                      |
| Крупнейший город    | Тегусигальпа                                          | Сан-Сальвадор                                      |
| Правительство       | президентская республика                              | президентская республика                           |
| Язык                | испанский                                             | испанский                                          |
| Основная религия    | Католицизм                                            | Католицизм                                         |
| ВВП                 | 19 252 млрд долларов США (2368,8 $ на душу населения) | 29,41 млрд долларов США (4600 $ на душу населения) |
| ИРЧП                | 0,621                                                 | 0,675                                              |

## История
В 1823 году было создано федеративное государство на территории Центральной Америки, состоящее из штатов (провинций) Гватемала, Гондурас, Сальвадор, Никарагуа, Коста-Рика и Лос-Альтос, созданное после выхода их из состава Мексиканской империи. Столица — Гватемала. Государство прекратило своё существование в ходе гражданской войны 1838—1840 годов. Распад начался с отделения от федерации Никарагуа 5 ноября 1838 года. Следом отделились Гондурас, Коста-Рика и Гватемала. Государство Лос-Альтос было разделено между Мексикой и Гватемалой. Окончательно союз распался в 1840 году, когда последний оплот Федерации — Сальвадор, 31 марта объявил решение об упразднении Центральноамериканской Федерации. 
С 1896 по 1898 год существовала Великая республика Центральной Америки, как попытка реанимировать Соединённые Провинции Центральной Америки. 20 июля 1895 года Гондурас, Сальвадор и Никарагуа подписали договор в Амапале. Столица была расположена в городе Ампала в заливе Фонсека. Союз был распущен, когда генерал Томас Регаладо захватил власть в Сальвадоре 21 ноября 1898 года. В 1960 году Сальвадор, Гватемала, Гондурас и Никарагуа создали Центральноамериканский общий рынок (англ.  Central American Common Market, CACM), к которому в 1963 году присоединилась и Коста-Рика, а затем Панама. В 2007 году Гондурас, Сальвадор, Никарагуа и Гватемала приняли решение открыть границы: граждане этих стран смогли свободно перемещаться из страны в страну, используя внутреннее удостоверение личности.

## Футбольная война
Футбольная война — скоротечный военный конфликт между Сальвадором и Гондурасом, продолжавшийся шесть дней (с 14 по 20 июля 1969 года). По мнению международных средств массовой информации, непосредственным поводом к войне послужил проигрыш команды Гондураса команде Сальвадора в матчах плей-офф отборочного этапа чемпионата мира по футболу, чем и объясняется данное конфликту название. Несмотря на скоротечность, конфликт дорого обошёлся обеим сторонам; общие потери составили несколько тысяч человек; война похоронила региональный интеграционный проект Центральноамериканского общего рынка. Мирный договор между странами был подписан только через 10 лет после окончания войны.